# Neotis
Neotis é um género de ave da família Otididae.
Este género contém as seguintes espécies:
- Neotis heuglinii
- Neotis ludwigii
- Neotis nuba
- Stanley Bustard